# Tom Sutton
Thomas F. „Tom“ Sutton (auch unter seinen Pseudonymen Sean Todd and Dementia bekannt; * 15. April 1937 in North Adams, Massachusetts; † 1. Mai 2002 in Amesbury, Massachusetts) war ein amerikanischer Comiczeichner. Er ist für seine Schwarz-Weiß-Horrorcomics, vor allem Vampirella, bei Marvel Comics und Warren Publishing bekannt.

## Leben

### Frühes Leben
Tom Sutton ist in North Adams, Massachusetts, geboren und aufgewachsen. Sein Vater war Händler für Sanitär, Heizungen und Klimaanlagen und Mechaniker und Büchsenmacher für General Electric und weitere Firmen. Er hatte eine Halbschwester aus der ersten Ehe seines Vaters.
Nach seinem High-School-Abschluss trat er 1955 in die U.S. Air Force ein. Während seiner Zeit im Fort Francis E. Warren in der Nähe von Laramie, Wyoming arbeitete er an Kunstobjekten. Später war er auf der Itami Base in Japan stationiert und schuf mit F.E.A.F Dragon sein Erstlingswerk. Sein erstes professionelles Comicwerk führte zur lang ersehnten Veröffentlichung in The Stars and Stripes.
Im Tokyoter Büro von Stars and Stripes zeichnete er den Comic Johnny Craig, dessen Name vom EC-Künstler Johnny Craig inspiriert wurde.
Nach dem Ende des Militärdienstes 1959 begann er in San Francisco zu arbeiten. Sechs Monate später zog er nach Jacksonville, Vermont, wo seine Eltern damals lebten. 1960 begann er ein Studium an der School of the Museum of Fine Arts, Boston, welches mit einem Stipendium oder der G.I. Bill – Sutton war sich 2001 in einem Interview unsicher – finanzierte. Während der zweieinhalb Jahre entwarf er nebenbei Gebrauchsgrafiken für eine kleine Werbeagentur. Danach wurde er Artdirector bei AVP und war Animationdirektor für Transradio Productions, wozu auch Grafikarbeiten für den RadioShack-Katalog gehörten.
In den frühen 1960er Jahren heiratete er seine erste Frau Beverly und hatte mit ihr zwei Söhne. Nach fünf Jahren ließen sie sich scheiden. Nach der Scheidung heiratete seine Frau erneut, und er verlor den Kontakt zu seinen Söhnen. Einen von ihnen traf er wieder. Während der späten 1960er lebte er in Boston’s North End. Er heiratete seine zweite Frau Donna und zog 1970 nach Newburyport, Massachusetts. Später lebte er mit seiner dritten Frau in Newburyport. Diese betrieb im ersten Stock des gemeinsamen Hauses eine Montessorischule für Kleinwüchsige. In den 1990er Jahren zogen sie nach Amesbury, Massachusetts.

### Warren und Marvel
Die ersten beiden Comicgeschichten von Sutton erschienen im gleichen Monat. Die erste hieß „The Monster from One Billion B.C.“ und wurde von Warren Publishing in einem schwarzweißen Horrorcomicmagazin Eerie #11 (Sept. 1967) veröffentlicht, obwohl sie ursprünglich für Famous Monsters of Filmland, welches sie vier Monate später nachdruckte, beauftragt wurde. Er illustrierte auch die fünfseitige anthlologische Western-Geschichte „The Wild Ones“, welche von Sol Brodsky geschrieben wurde, in Marvel’s Kid Colt, Outlaw #137 (Sept. 1967). Es war der erste von vielen Western, welche er für das Unternehmen zeichnen sollte.

### Spätes Leben
Die Polizei fand ihn am 3. Mai 2002 tot in seiner Wohnung in Amesbury, wo er offensichtlich an einem Herzinfarkt verstorben war. Sein genauer Todeszeitpunkt ist unbekannt. Im Social Security Death Index wird sein Tod für den 1. Mai 2002 angegeben. In Dementia’s Dirty Girls #1 (Mai 2002) von Eros ist ein Nachruf für ihn erschienen.

## Bibliographie

### Atlas/Seaboard Comics
- Tales of Evil #2 (1975)

### Charlton Comics
- Attack #9–10, 13, 35 (1972–1982)
- Battlefield Action #72, 78 (1981–1982)
- Beyond the Grave #9, 14 (1983–1984)
- Billy the Kid #111, 130 (1975–1979)
- Charlton Classics #8 (1981)
- Creepy Things #1–6 (1975–1976)
- E-Man #1 (1973)
- Fightin’ Army #108, 111, 113–114, 117, 126, 128, 137–138, 140, 161 (1973–1982)
- Fightin’ Marines #107, 116-117, 119, 134, 141-142, 160, 166 (1972–1982)
- For Lovers Only #83 (1976)
- Ghost Manor #8–9, 17–19, 23, 25, 27–28, 31, 40, 42–43, 45, 47, 50, 61, 67, 71, 76 (1972–1984)
- Ghostly Haunts #33, 37–41, 49, 55, 57 (1973–1978)
- Ghostly Tales #100, 105–108, 110–115, 123–124, 127, 130, 135, 138–140, 148, 150, 152, 162–163, 166, 169 (1972–1984)
- Haunted #10, 15, 17, 20–27, 29, 31, 35–39, 42, 44–45, 52, 54–58, 61–62, 64, 66–68, 70, 73 (1973–1984)
- Haunted Love #1, 3, 5–6, 9–11 (1973–1975)
- I Love You #116, 118 (1976)
- Love Diary #97, 99 (1976)
- The Many Ghosts of Dr. Graves #35, 39, 42, 44–45, 47–50, 52, 54–56, 60–61, 65, 70 (1972–1982)
- Midnight Tales #2–10, 15 (1973–1975)
- Monster Hunters #2–8, 16–18, 20 (1975–1979)
- Scary Tales #2–4, 9, 13, 29, 33, 35–36, 43, 46 (1975–1984)
- Secret Romance #37 (1976)
- Secrets of Young Brides #4, 6 (1976)
- Space War #30, 33 (1978–1979)
- Space: 1999 #1 (1975)
- Teen Confessions #94–95 (1976)
- Time for Love #46 (1976)
- War #3, 5, 14, 16 (1975–1979)

### DC Comics
- Animal Man #60, 71, Annual #1 (1993–1994)
- Batman #400 (1986)
- DC Special Series #12 (1978)
- Doctor Fate Annual #1 (1989)
- Doom Patrol vol. 2 #70–72, 74 (1993–1994)
- The Hacker Files #1–12 (1992–1993)
- Hellblazer #44–45 (1991)
- House of Mystery #189, 271, 298, 303; „I…Vampire“: #290–291, 293, 295, 297, 299, 302, 306–319 (1970–1983)
- House of Secrets #154 (1978)
- Mystery in Space #112 (1980)
- Our Fighting Forces #144 (1973)
- Secrets of Haunted House #45 (1982)
- Star Hunters #6–7 (1978)
- Star Spangled War Stories #168 (1973)
- Star Trek #1–6, 8–18, 20–27, 29, 31–34, 39–52, 55 (1984–1988)
- Star Trek Movie Special #1–2 (1984–1987)
- Swamp Thing vol. 2 #98 (1990)
- Time Warp #1–3 (1979–1980)
- Weird War Tales #66, 87, 91–92, 103 (1978–1981)
- Who’s Who in Star Trek #1–2 (1987)
- Who’s Who in the DC Universe #2 (1990)
- Who’s Who in the DC Universe Update 1993 #1 (1992)
- Who’s Who: The Definitive Directory of the DC Universe #11 (1986)

#### Paradox Press
- The Big Book of Bad (1998)
- The Big Book of Freaks (1996)
- The Big Book of Grimm (1999)
- The Big Book of Hoaxes (1996)
- The Big Book of Little Criminals (1996)
- The Big Book of Losers (1997)
- The Big Book of Martyrs (1997)
- The Big Book of the ’70s (2000)
- The Big Book of the Unexplained (1997)
- The Big Book of the Weird Wild West (1998)
- The Big Book of Thugs (1996)
- The Big Book of Vice (1999)
- The Big Book of Weirdos (1995)

### First Comics
- Grimjack #20–23, 25–28 (1986)
- Mars #2–3, 5-7 (1984)
- Squalor #1–4 (1989–1990)
- Starslayer #20–22, 24–27, 29–33 (1984–1985)

### Marvel Comics
- Amazing Adventures #11–15 (Beast) (1972)
- Arrgh! #1–3 (1974–1975)
- Astonishing Tales #8, 15 (1971–1972)
- Avengers #99 (1972)
- Captain America #244 (1980)
- Captain Marvel #15 (1969)
- Chamber of Darkness #1, 4, 7 (1969–1970)
- Conan the Barbarian #8 (1971)
- Daredevil Annual #6 (1990)
- Doctor Strange vol. 2 #27–31, 33–35 (1978–1979)
- Doctor Strange, Sorcerer Supreme #6–8 (1989)
- Dracula Lives #12 (1975)
- Fantastic Four Annual #15 (1980)
- Ghost Rider vol. 2 #1, 44, 64–66 (1973–1982)
- Giant-Size Conan #1–3 (1974–1975)
- Giant-Size Man-Thing #5 (1975)
- Godzilla #4–5 (1977)
- John Carter, Warlord of Mars #7 (1977)
- Kid Colt Outlaw #136–137 (1967)
- Logan’s Run #6–7 (1977)
- Man from Atlantis #1 (1978)
- Man-Thing #13 (1975)
- Marvel Comics Presents #1–12, 17, 101–105 (1988–1992)
- Marvel Fanfare #36 (1988)
- Marvel Premiere #41 (Seeker 3000); #43 (Paladin); #50 (Alice Cooper); #61 (Star-Lord) (1978–1981)
- Marvel Spotlight #9–11 (Ghost Rider) (1973)
- Marvel Spotlight vol. 2 #6–7 (Star-Lord) (1980)
- Master of Kung Fu #42 (1976)
- Not Brand Echh #3–9, 11–13 (1967–1969)
- Planet of the Apes #12, 15, 17, 19–20, 23–24, 29 (1975–1977)
- Rawhide Kid #61 (1967)
- Supernatural Thrillers #15 (N’Kantu, the Living Mummy) (1975)
- Tales of the Zombie #10 (1975)
- Tower of Shadows #4, 6 (1970)
- Vampire Tales #4, 7 (1974)
- Warlock #1–8 (1972–1973)
- Werewolf by Night #9–11 (1973)
- Western Gunfighters vol. 2 #1–2, 4–5 (1970–1971)
- What If...? #2, 18, 28 (1977–1981)
- Worlds Unknown #2 (1973)
- X-Men #106 (1977)

### Skywald Publications
- Butch Cassidy #1 (1971)
- The Heap #1 (1971)
- Nightmare #3–5, 21 (1971–1974)
- The 1974 Nightmare Yearbook #1 (1974)
- Psycho #2–6, 22 (1971–1974)
- The 1974 Psycho Yearbook #1 (1974)

### Warren Publishing
- Creepy #17, 22–24, 26–28, 30–33, 35–37, 40, 44–47, 53–54, 59, 61, 64, 144, Annual #1971, #1972 (1967–1983)
- Eerie #11–12, 17–29, 31–32, 34–36, 38–39, 41, 43–47, 53, 57, Annual #1972, Yearbook #1970 (1967–1974)
- Famous Monsters of Filmland #48 (1968)
- Vampirella #1–5, 7–12, 14, Annual #1 (1969–1972)
- Warren Presents #3 (1979)
- Warren Presents: Future World Comix (1978)